# Гаочан

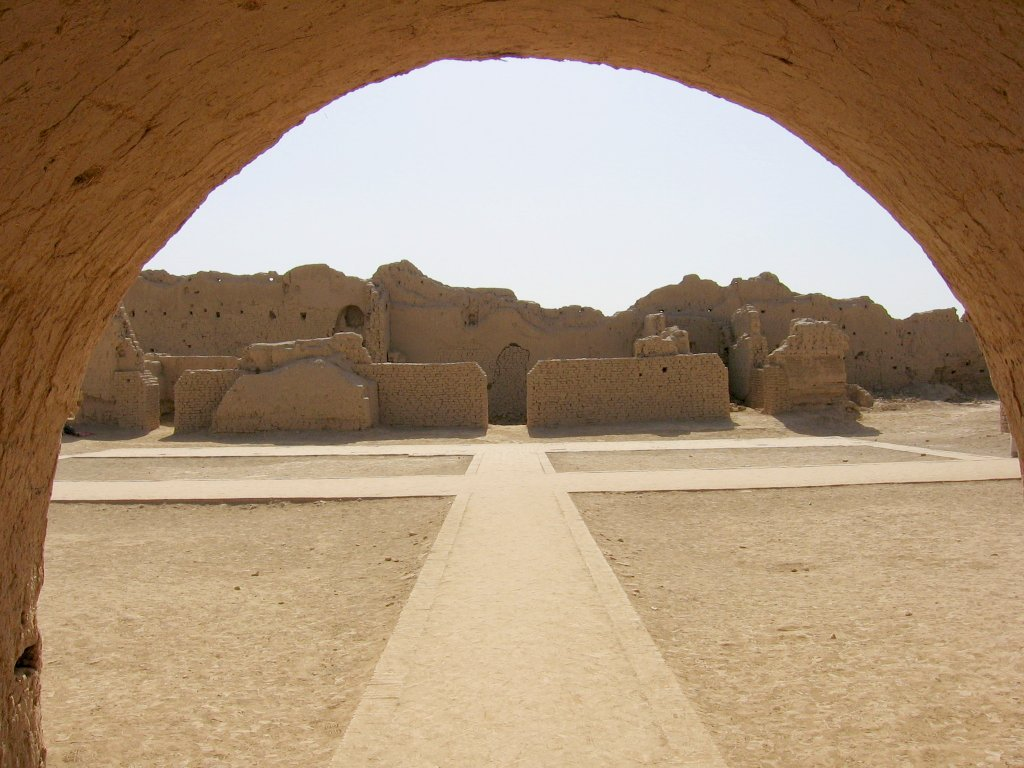
Руїни Гаочана

Гаочан (кит.: 高昌; піньїнь: Gāochāng) — стародавня військова колонія, заснована гунськими правителями у I ст. до н. е. в Турфанській западині, за 30 км від сучасного Турфану. Один з перших центрів буддизму на території Китаю (поблизу — Безекликська печера тисячі будд). Руїни вперше були досліджені на початку XX століття Альбертом фон Лекока.
У I ст. н. е. китайська держава Хань під час свого першого завоювання Західного Краю заснувала серед місцевих тохарських міст-держав своє військове поселення в Турфані. 420 р. колонія китайських поселенців Гаочан добровільно визнала над собою владу держави Північна Лян. У 437 р. китаєць Гань Шуан захопив владу в місті та відокремився від гунської держави Північна Лян, розташованої в коридорі Хесі (провінція Ганьсу). Таким чином він фактично заснував самостійну державу Гаочан. У 439 р. держава Північна Лян була завойована табгачсько-китайською державою Північного Китаю Тоба-Вей і її гунські правителі рушили на захід, шукаючи нових земель. 442 р. вони захопили Гаочан, вигнавши Гань Шуаня, і стали там правити. У 460 р. оаза була взята жужаньськими військами, які перебили місцевих гунів та віддали владу династії переселенців з Китаю. Кілька разів правителі Гаочану визнавали себе васалами жужанів, теле, ефталітів, тюрків та китайських держав, бажаючи зберегти свій суверенітет. Гаочан був державою, що входила у Великий Шовковий Шлях, і розбагатіла на торговельній діяльності. На початку 6 ст. Гаочан підкорив своїй владі всі дрібні міста і князівства Турфану.
Після заснування у Китаї династії Тан в Гаочан стали стікатися прихильники скинутої династії Суй. У 628 р. через Гаочан проїжджав відомий паломник Сюаньцзан. У 640 р., як пише Л. Н. Гумільов, місто зазнав нападу армії танського імператора: Імперські війська підійшли до столиці, засипали рів і закидали місто камінням з облогових знарядь. Молодий князь з'явився у імперський табір, благаючи прийняти капітуляцію, але головнокомандувач дав сигнал до нападу, і з Гаочаном було покінчено. Швидкість, з якою імперська армія взяла гаочанську фортецю, справила на місцевих жителів неабияке враження. Двадцять два міста здалися без бою.

Китайські завоювання в 7 ст.

Розорена Гаочан була перетворена на фортецю Танської імперії (під назвою Січжоу). У зв'язку з наступом пустелі оаза знелюдніла та остаточно залишена жителями у XIV столітті.

## Князі Гаочану
- Гань Шуан — 437—442

Гунська династія
- Ухой — 442—444
- Анчжоу — 444—460

Династія Кань
- Кань Бочжоу — 460—477
- Кань Ічен — 477—478
- Кань Шоугуй — 478—488(491)

Династія Чжан
- Чжан Менмін — 488(491)-496

Династія Ма
- Ма Жу — 496—501

Династія Цюй
- Цюй Цзя — 501—525
- Цюй Гуан — 525—530
- Цюй Цзянь — 530—548
- Цюй Сюаньсі — 548—550
- ім'я невідоме — 550—554
- Цюй Баомао — 555—560
- Цюй Цяньгу — 560—601
- Цюй Боя — 601—613

Невідома династія
- ім'я невідоме — 613—619

Династія Цюй
- Цюй Боя — 619—623 (вдруге)
- Цюй Веньтай — 623—640
- Цюй Чжішен — 640